# Matthias Pintscher
Matthias Pintscher (né le 29 janvier 1971 à Marl) est un compositeur et chef d'orchestre allemand. Violoniste de formation, il a également étudié la direction d'orchestre.

## Biographie
Pintscher a commencé à étudier la musique auprès de Giselher Klebe en 1988 au sein du conservatoire de Detmold. En 1990 il fait la connaissance de Hans Werner Henze, qui l'invite en 1991 puis en 1992 à son atelier d'été à Montepulciano, en Italie. Par la suite, il a étudié auprès du compositeur et flûtiste allemand Manfred Trojahn. De 2000 à 2002, il bénéficié d'une bourse pour jeunes compositeurs, le Daniel R. Lewis Young Composer Fellowship, auprès de l'orchestre de Cleveland.
En octobre 2010 Pintscher devient le premier artiste associé de l'orchestre symphonique écossais de la BBC. Au mois de juin 2012, l'Ensemble InterContemporain annonce qu'il sera son prochain directeur musical, pour une durée reconductible de trois ans, 2013-2014 étant la première saison placée sous son autorité.
Lors de la saison 2014-2015, Pintscher commence une résidence de trois ans auprès de la radio danoise ; il est par ailleurs artiste en résidence auprès de l'orchestre philharmonique de Cologne.
Il est professeur de composition à la Juilliard School, à New York.
En 2023, il est nommé directeur musical de l'Orchestre symphonique de Kansas City à compter de la saison 2024-2025, pour une durée de cinq ans.

## Œuvres

### Piano
- Monumento I (1991)
- Tableau / Miroir (1992)
- Nacht. Mondschein (« Nuit. Clair de lune ») (1994)
- On a clear day (2004)
- Whirling tissue of light (2013)

### Musique de chambre
- Deuxième quatuor à cordes (1990)
- Partita pour violoncelle seul (1991)
- Hommage à Giovanni Paisiello pour violon (1991, revu et corrigé en 1995)
- Quatrième quatuor à cordes "Ritratto di Gesualdo" (« Portrait de Carlo Gesualdo di Venosa », 1992)
- Sieben Bagatellen mit Apotheose der Glasharmonika pour clarinette basse (1993, revu et corrigé en 2001) ou pour clarinette (1994, revu et corrigé en 2001)
- Départ (Monumento III) pour ensemble (1993, revu et corrigé en 1995)
- Dernier espace avec introspecteur pour accordéon et violoncelle (1994)
- Figura II / Frammento pour quatuor à cordes (1997)
- Figura I pour accordéon et quatuor à cordes (1998)
- In nomine pour alto seul (1999)
- Figura IV / Passaggio (courte vocalise en petites notes légères et virtuoses) pour quatuor à cordes (1999)
- Figura III pour accordéon (2000)
- Figura V / Assonanza pour violoncelle (2000)
- Janusgesicht pour violon et violoncelle (« Le Visage de Janus », 2001)
- Study I for Treatise on the Veil pour violon et violoncelle (2004)
- Study II for Treatise on the Veil pour violon, alto et violoncelle (2006)

### Œuvres orchestrales
- Invocazioni (1991)
- Devant une neige (Monumento II) (1993)
- Dunkles Feld - Berückung (« Champ sombre - Ravissement ») (1993, revu et corrigé en 1998)
- Choc (Monumento IV) (1996)
- Five orchestral Pieces (1997)
- Sur “ Départ ” (2000)
- With lilies white (2001-2002)
- Towards Osiris (« Vers Osiris ») (2005)
- Verzeichnete Spur (« Trace enregistrée ») (2006)
- Osiris (2008)
- Mar'eh (2011)
- Ex nihilo (2011)
- Idyll (2014)

### Concertos
- La « Metamorfosi di Narciso » pour violoncelle et ensemble (1992)
- Tenebræ (« Ténèbres »)  pour alto, petit ensemble et musique électronique (2000-2001)
- En sourdine pour violon et orchestre (2003)
- Reflections on Narcissus pour violoncelle et orchestre (2005)
- Transir pour flûte et orchestre de chambre (2006)
- Sonic Eclipse pour trompette seule, cor d'harmonie seul et ensemble (2009-2010)
- Chute d'étoiles, hommage à Anselm Kiefer, pour deux trompettes et orchestre (2012)

### Théâtre
- Gesprungene Glocken (« Cloches fêlées »), 1993-4, revu et corrigé en 2000)
- L’Espace dernier (2002-2003)

### Opéra
- Thomas Chatterton, opéra (1994-1998)

### Œuvres vocales
- Gesprungene Glocken (« Cloches fêlées ») pour soprano et orchestre (1996)
- A twilight's song pour soprano et sept instruments (1997)
- Music from “ Thomas Chatterton ” pour baryton et orchestre (1998)
- Monumento V pour huit voix, trois violoncelles et ensemble (1998)
- Hérodiade Fragmente (« Fragments d'Hérodiade ») pour soprano et orchestre (1999)
- Lieder und Schneebilder (« Lieder et images de neige »)  pour soprano et piano (2000)
- Vers quelque part ... - façons de partir pour chœur féminin et percussion (2000) ou pour chœur féminin, percussion, trois violoncelles et musique électronique (2001)
- She-Cholat Ahavah Ani (Shir ha-Shirim V) pour chœur mixte a cappella (2008)